# Karl Blau
Karl Blau (ur. 15 lutego 1892 w Kollersdorf, zm. listopad 1943 w Sobiborze) – austriacki Żyd, więzień ośrodków zagłady w Treblince i Sobiborze. W pierwszym z tych obozów pełnił funkcję zwierzchnika więźniów pracujących w strefie eksterminacji.

## Życiorys
Urodził się w Kollersdorf w Dolnej Austrii. Do 1941 roku mieszkał w Wiedniu. Według Franza Suchomela trudnił się handlem bydłem lub końmi. W lutym 1941 roku został wraz z żoną Adele wysiedlony do okupowanej Polski. Oboje zamieszkali w getcie w Kielcach. Pół roku później zostali wywiezieni do obozu zagłady w Treblince. Według niektórych źródeł w okresie poprzedzającym deportację Blau był informatorem Gestapo.
Po przybyciu do obozu Blau i jego żona uniknęli śmierci w komorze gazowej, gdyż zostali wyselekcjonowani z transportu i dołączeni do grona tzw. Żydów pracujących (Arbeitsjuden). Był to jedyny przypadek w historii Treblinki, gdy esesmani oszczędzili oboje małżonków. Co więcej, Blau został mianowany „starszym” wszystkich więźniów pracujących w tzw. górnym obozie (Lagerälteste). W wywiadzie udzielonym Gitcie Sereny komendant Franz Stangl sugerował, że podjął taką decyzję, gdyż w miarę możliwości starał się zawsze zapewnić pracę Żydom pochodzącym z jego rodzinnej Austrii. Najprawdopodobniej jednak Stangl i Blau znali się jeszcze z czasów przedwojennych.
Blau był znienawidzony przez żydowskich więźniów. Uważano go powszechnie za donosiciela i kolaboranta. Oskarżany był również o nadużywanie władzy i faworyzowanie swoich stronników kosztem pozostałych więźniów.

Był „kolaborantem”, więc wszyscy się go bali i nienawidzili. Nie nosił ze sobą zwykłego bicza – miał specjalny, długi pejcz, którym stojąc wymachiwał i wrzeszczał ze swoim wiedeńskim akcentem […] Zachowywał się tak, jakby chciał prześcignąć najgorszych Ukraińców. Przypuszczam, że robił to, aby przeżyć – relacja Franza Suchomela.

Wiosną 1943 roku – powołując się na swoje problemy zdrowotne – przekonał Stangla, aby zwolnił go z funkcji Lagerälteste. Wraz z żoną kierował odtąd kuchnią w „dolnym obozie”, w której gotowano posiłki dla żydowskich więźniów. Oboje pozostali w Treblince po buncie więźniów 2 sierpnia 1943 roku. Jesienią tegoż roku, w związku z likwidacją obozu, zostali przeniesieni do ośrodka zagłady w Sobiborze. Blau jako Oberkapo nadzorował tam grupę przywiezionych z Treblinki więźniów, których zadaniem było rozebranie budynków i ogrodzeń oraz zatarcie wszelkich śladów po istnieniu obozu. Po zakończeniu prac, pod koniec listopada, wszyscy więźniowie zostali rozstrzelani przez esesmanów z załogi Sobiboru. Na krótko przed tą egzekucją Blau i jego żona popełnili samobójstwo poprzez zażycie trucizny.

## Film
Blau jest główną postacią noweli filmowej Torte Bluma z 2005 roku. W jego rolę wcielił się Simon McBurney. Scenariusz został oparty na motywach rzekomo autentycznego wydarzenia z jego udziałem, które Franz Stangl opisał w wywiadzie udzielonym Gitcie Sereny.